# Garsewan Tschawtschawadse

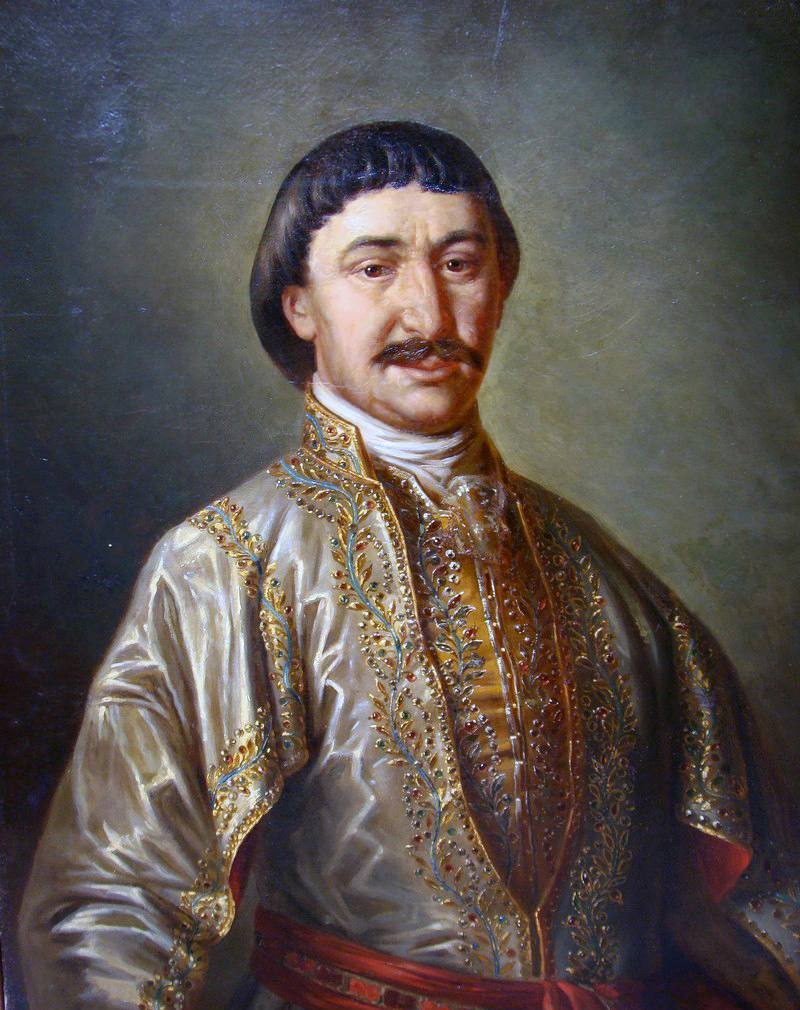
Garsewan Tschawtschawadse

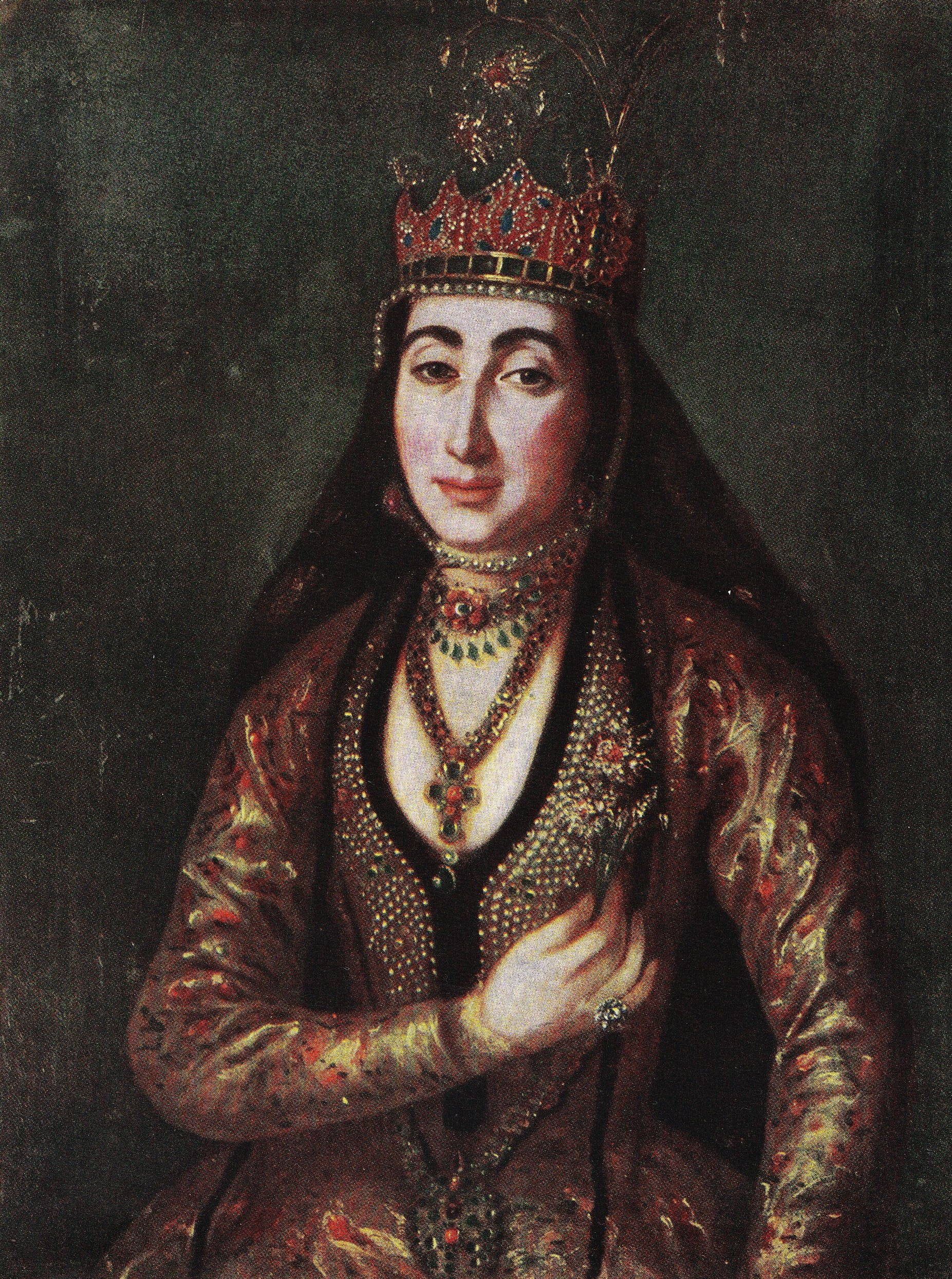
Mariam Avalishvili, die Gattin des Garsewan Tschawtschawadse.

Fürst Garsewan Tschawtschawadse (georgisch გარსევან ჭავჭავაძე; * 20. Juli 1775 in Kartlien-Kachetien; † 7. April 1811 in Sankt Petersburg, Russland) war ein georgischer Politiker und Diplomat. Von 1784 bis 1801 war er Botschafter in Russland.

## Leben
Er entstammte einer Fürstenfamilie dritten Ranges, die im Königreich Kachetien im östlichen Georgien lebte. Mehrere Jahre diente er als General-Adjutant König Irakli II. von Kartlien-Kachetien. Später wurde er Generalgouverneur der Provinz Kasachien.
1783 verhandelte er den georgisch-russischen Vertrag von Georgijewsk, der das Königreich Kartlien-Kachetien unter russischen Schutz stellte. 1784 wurde er georgischer Botschafter am russischen Hof in Sankt Petersburg. Zarin Katharina II. wurde Patin seines in Sankt Petersburg geborenen Sohns, des späteren Dichters und Generals Alexander Tschawtschawadse.
Als Persien Georgien 1795 überfiel und das Land verwüstete, drängte er Russland, militärisch einzugreifen, so wie es der abgeschlossene Vertrag vorsah. Doch die russische Regierung reagierte zu langsam. Die zaristischen Truppen kamen zu spät. Die Schlacht von Krtsanisi war bereits verloren. Während Georgiens politische Elite sich enttäuscht von Russland abwandte, befürwortete er weiterhin das Bündnis mit dem nördlichen Nachbarn. 1799 unterstützte er den Vorschlag des georgischen Königs Giorgi XII. über einen Beitritt Georgiens zu Russland unter der Bedingung, dass dem georgischen Königshaus die Krone für immer erhalten bliebe und das Land eine gewisse lokale Autonomie im russischen Rechtssystem bekäme.
Die Beitrittsverhandlungen in Sankt Petersburg waren noch im Gange, als Giorgi XII. 1800 starb, der russische Zar 1801 die Annexion Georgiens verfügte und die Bagratiden-Dynastie entthronte. Tschawtschawadse war darüber entsetzt. Er schrieb an seine Familie in Tiflis, die Russen hätten „nicht eine von Giorgi XII. Bedingungen erfüllt. Sie haben unser Königreich abgeschafft … Kein Land wurde jemals so erniedrigt wie Georgien“. Im September 1801 überreichte er dem russischen Vizekanzler, Fürst Alexander Kurakin, eine formelle Protestnote gegen die Annexion Georgiens.
Nach dem Ende seiner Botschaftertätigkeit im gleichen Jahr kehrte er nach Georgien zurück und setzte sich dort vergeblich für den Erhalt eines Mindestmaßes an regionaler Autonomie ein. Weil er in den folgenden Jahren immer wieder gegen die russische Herrschaft opponierte, wurde er 1805 nach Russland deportiert. Es wurde ihm verboten, in seine Heimat zurückzukehren. Tschawtschawadse lebte in Sankt Petersburg und wurde auf dem Friedhof des Alexander-Newski-Klosters begraben.